# Schweizerischer Fussballverband
Schweizerischer Fussballverband (fr. Association suisse de football, wł. Associazione Svizzera di Football, romansz Associaziun svizra da ballape, skrót ASF/SFV) – ogólnokrajowy związek sportowy, działający na terenie Szwajcarii, będący jedynym prawnym reprezentantem szwajcarskiej piłki nożnej, zarówno mężczyzn, jak i kobiet, we wszystkich kategoriach wiekowych w kraju i za granicą. Został założony w 1895 roku; w 1904 roku przystąpił do FIFA i w 1954 roku do UEFA.